# (3078) Horrocks
Pour les articles homonymes, voir Horrocks.
(3078) Horrocks est un astéroïde de la ceinture principale.
Il a été ainsi baptisé en hommage à Jeremiah Horrocks, astronome anglais (1619?-1641). On lui doit notamment l’observation du transit de Vénus du 4 décembre 1639 et la détermination précise du mouvement de la Lune.